# Stazione meteorologica di Catania Centro
La stazione meteorologica di Catania Centro è la stazione meteorologica di riferimento relativa all'area urbana della città di Catania.

## Coordinate geografiche
La stazione meteo si trova nell'Italia insulare, in Sicilia, nel comune di Catania, a 75 metri s.l.m. e alle coordinate geografiche 37.30 N, 15.05 E.

## Dati climatologici
In base alla media 1961-1990, la media del mese più freddo, gennaio, è pari a 12,4 °C, agosto il mese più caldo ha una media di 28.6 °C . Le precipitazioni medie annue sono intorno ai 400 mm, distribuite mediamente in 46 giorni, con marcato minimo estivo, picco in autunno e massimo secondario in inverno.
| Catania Centro                     | Mesi   | Mesi   | Mesi   | Mesi   | Mesi   | Mesi   | Mesi   | Mesi   | Mesi   | Mesi   | Mesi   | Mesi   | Stagioni | Stagioni | Stagioni | Stagioni | Anno |
| Catania Centro                     | Gen    | Feb    | Mar    | Apr    | Mag    | Giu    | Lug    | Ago    | Set    | Ott    | Nov    | Dic    | Inv      | Pri      | Est      | Aut      | Anno |
| ---------------------------------- | ------ | ------ | ------ | ------ | ------ | ------ | ------ | ------ | ------ | ------ | ------ | ------ | -------- | -------- | -------- | -------- | ---- |
| T. max. media (°C)                 | 14,7   | 15,6   | 17,1   | 19,4   | 23,6   | 27,4   | 30,6   | 30,8   | 27,5   | 23,1   | 19,4   | 15,9   | 15,4     | 20,0     | 29,6     | 23,3     | 22,1 |
| T. min. media (°C)                 | 8,0    | 8,2    | 9,6    | 11,4   | 15,5   | 19,2   | 22,2   | 22,4   | 19,9   | 15,9   | 12,3   | 9,3    | 8,5      | 12,2     | 21,3     | 16,0     | 14,5 |
| Precipitazioni (mm)                | 60     | 42     | 40     | 26     | 15     | 8      | 2      | 8      | 34     | 69     | 43     | 67     | 169      | 81       | 18       | 146      | 414  |
| Giorni di pioggia                  | 7      | 5      | 6      | 4      | 2      | 1      | 1      | 1      | 3      | 6      | 3      | 7      | 19       | 12       | 3        | 12       | 46   |
| Eliofania assoluta (ore al giorno) | 5,4    | 5,8    | 6,6    | 8,5    | 9,6    | 10,8   | 12,2   | 11,3   | 10,0   | 8,7    | 6,7    | 5,1    | 5,4      | 8,2      | 11,4     | 8,5      | 8,4  |
| Vento (direzione-m/s)              | NE 4,6 | SW 4,9 | NE 4,9 | NE 4,7 | NE 4,3 | NE 4,1 | NE 4,1 | NE 4,1 | NE 4,5 | NE 4,5 | SW 4,3 | SW 4,8 | 4,8      | 4,6      | 4,1      | 4,4      | 4,5  |